# Enrique Díez Canedo
Enrique Díez Canedo (Badajoz, 7 de gener de 1879 - Mèxic, 7 de juny de 1944) va ser un poeta postmodernista, traductor i crític literari espanyol. Va ser ambaixador de la Segona República a Uruguai i a l'Argentina.

## Biografia
La seva família materna provenia del poble extremeny d'Alburquerque, però durant els seus anys joves la família es va traslladar successivament a Badajoz, València, Vigo, Portbou i Barcelona; en aquesta última ciutat van morir els seus pares en poc temps. Ja orfe, es va traslladar a Madrid per estudiar la carrera de dret i, una vegada conclosa aquesta i establert a la ciutat, va ensenyar-hi història de l'art a l'Escola d'Arts i Oficis, i llengua i literatura franceses a l'Escola Central d'Idiomes. Va simpatitzar amb l'institucionisme krausista i va ser un assidu de l'Ateneo, on va organitzar nombrosos actes (homenatges a Rubén Darío, a Benito Pérez Galdós, a Mariano de Cavia; presentacions com la de José María Gabriel i Galán), va freqüentar la tertúlia del Cafè Regina, on va entaular amistat amb Manuel Azaña, i va començar la seva trajectòria poètica, publicant les seves primeres poesies, Versos de las horas, 1906. Igualment, començà a col·laborar en la premsa a través d'El Liberal, on va publicar el 1903 un poema recentment premiat pel periòdic. A aquest, en seguiren uns altres en la revista Renacimiento, i poc després, les seves activitats periodístiques no es limitaren a aquestes, sinó que s'ampliaren a les de crític literari i artístic. Així, col·laborà com crític de poesia en la revista La Lectura i com crític d'art al Diario Universal i al Faro, publicació que divulgava el pensament de joves com José Ortega y Gasset, Adolfo Posada, Gabriel Maura i Pedro de Répide. També va treballar per a la Revista Latina i la Revista Crítica, dirigides respectivament per Francisco Villaespesa i Carmen de Burgos. Com a crític teatral es va iniciar amb una sèrie d'articles en El Globo, 1908. Va estar a París entre els anys 1909 i 1911 com a secretari de l'ambaixador d'Equador. Això no va interrompre la seva labor periodística, perquè va escriure també a España, El Sol, La Voz, La Pluma i Revista de Occidente. També va escriure per a La Nación de Buenos Aires. El 1921 va col·laborar amb Juan Ramón Jiménez en la realització de la revista Índice, per amistat.
Díez Canedo tenia mà també en algunes publicacions per introduir-hi nous escriptors i, per exemple, va publicar els primers versos de León Felipe en la revista España, i va ajudar també a Juan Ramón Jiménez perquè apareguessin a El Sol algunes col·laboracions seves. Gràcies a la seva intercessió, un poema de Gerardo Diego va poder sortir a España. Ajudava, a més, amb ressenyes i articles crítics sobre les obres que aquests anaven publicant. Entre molts altres exemples, pot citar-se el cas de Versos humanos, de Gerardo Diego, dels quals en va fer una fina crítica a La Nación de Buenos Aires.
Com a traductor, va fer versions principalment de l'anglès i el francès, però també del català i de l'alemany. Se li deuen versions de Paul Verlaine, Francis Jammes, Michel de Montaigne, John Webster, H. G. Wells, Heinrich Heine, Eugeni d'Ors i Walt Whitman.
Ja en plena Guerra Civil, va col·laborar a Hora de España i va participar en el Segon Congrés Internacional d'Escriptors per a la Defensa de la Cultura; així mateix, va dirigir la revista Madrid.
Las Conversaciones literarias d'Enrique Díez Canedo indiquen clarament que va ser un observador atent de l'evolució de la prosa a Espanya, i llegint-les constatem, per exemple, que durant els anys de plenitud de Valle Inclán i de Juan Ramón Jiménez va sorgir en la literatura espanyola -probablement, en bona part com un reflex dels decadentistes francesos- una generació de novel·listes denominada "dels eròtics" o "dels galants". Es tracta d'una generació de novel·listes en la qual al capdavant de tots ells se sol col·locar a Eduardo Zamacois, com a precursor, i a Felipe Trigo com a veu més autoritzada.
El 1935 va ser triat membre de nombre de la Reial Acadèmia de la Llengua Espanyola, en la qual va ingressar amb un discurs sobre la "Unidad y diversidad de las Letras Hispánicas", que va ser contestat per Tomás Navarro Tomás.
El 1938 es va instal·lar amb la seva família a Mèxic, on va col·laborar amb La Casa d'Espanya, la UNAM i altres instàncies de la intel·lectualitat del país. El seu fill, l'editor Joaquín Díez-Canedo, va reunir la major part de la seva obra com a crític i la va publicar entre 1964 i 1968 sota el segell Joaquín Mortiz.

## Obra
- Versos de las horas, 1906, poesies.
- La visita del sol, 1907, poesies.
- La sombra del ensueño, 1910, poemes.
- Imágenes, 1910, poemas.
- Sala de retratos, 1920, prosa.
- Conversaciones literarias, 1921, crítica literària.
- Algunos versos, 1924, poemes.
- Epigramas americanos, 1928, poemes.
- Los dioses en el Prado, 1931.
- La poesía francesa moderna. Antologia ordenada i anotada prr Enrique Díez-Canedo i Fernando Fortún, que es va gestar a França i es va publicar a Madrid el 1913.
- Conversaciones literarias. Mèxic, 1964 i 1965
- Estudios de poesía española contemporánea. Mèxic, 1965
- Artículos de crítica teatral. El teatro español de 1914 a 1936. Mèxic, 1968, 4 vols.
- Desde el exilio. Artículos y reseñas críticas (1939-1944). Edició,estudi, introducció, selecció i notes de Marcelino Jiménez León. Sevilla, Renacimiento, colección Biblioteca del Exilio, 2010, 574 pp.

## Articles
- H.-R. Leonarmand y el paisaje dramático (Revista de Occidente, 1927)